# Persone di nome Rosa
| Questa pagina contiene informazioni ricavate automaticamente dalle voci biografiche con l'ausilio del template Bio e di un bot. L'aggiornamento è periodico e automatico e ricostruisce completamente la pagina. Se manca una persona in questa lista, sei pregato di non aggiungerla, ma accertati piuttosto che la sua voce biografica contenga il template Bio e che i dati anagrafici siano correttamente compilati. Se il template Bio manca, inseriscilo tu stesso o, in alternativa, metti l'avviso {{tmp\|Bio}} che ne segnala la mancanza. Se i dati riportati sono sbagliati, correggi direttamente la voce biografica; le modifiche saranno visibili in questa lista entro pochi giorni. Per chiarimenti vedi il progetto antroponimi. La lista contiene solo le 134 persone che sono citate nell'enciclopedia e per le quali è stato implementato correttamente il template Bio. Pagina aggiornata al 22 lug 2025. |

Questa è una lista di persone presenti nell'enciclopedia che hanno il nome Rosa, suddivise per attività principale.

## Allenatrici di calcio(1)
- Rosa Lappi-Seppälä, allenatrice di calcio, giocatrice di calcio a 5 e ex calciatrice finlandese (Helsinki, n. 1974)

## Angliste(1)
- Rosa Maria Bollettieri Bosinelli, anglista italiana (n. 1940 - Bologna, † 2016)

## Atlete paralimpiche(1)
- Rosa María Guerrero, atleta paralimpica messicana (n. 1984)

## Attiviste(3)
- Tránsito Amaguaña, attivista ecuadoriana (Pesillo, n. 1909 - Pesillo, † 2009)
- Rosa Parks, attivista statunitense (Tuskegee, n. 1913 - Detroit, † 2005)
- María Payá Acevedo, attivista cubana (L'Avana, n. 1989)

## Attrici(17)
- Rosa Albach-Retty, attrice austriaca (Hanau, n. 1874 - Baden, † 1980)
- Rosa Blasi, attrice statunitense (Chicago, n. 1972)
- Rossy de Palma, attrice spagnola (Palma di Maiorca, n. 1964)
- Rosa Ferraiolo, attrice italiana
- Rosa Katō, attrice giapponese (Kagoshima, n. 1985)
- Rita Moreno, attrice e ballerina portoricana (Humacao, n. 1931)
- Rosenda Monteros, attrice messicana (Veracruz, n. 1935 - Città del Messico, † 2018)
- Rosie Perez, attrice, produttrice cinematografica e regista statunitense (Bushwick, n. 1964)
- Rosa Pianeta, attrice italiana (Torino, n. 1955)
- Rosa Porten, attrice, sceneggiatrice e regista tedesca (Düsseldorf, n. 1884 - Monaco di Baviera, † 1972)
- Rose Rollins, attrice e modella statunitense (Berkeley, n. 1978)
- Lina Romay, attrice e attrice pornografica spagnola (Barcellona, n. 1954 - Malaga, † 2012)
- Rosa Rosanova, attrice russa (Odessa, n. 1869 - Santa Monica, † 1944)
- Rosa Diletta Rossi, attrice italiana (Roma, n. 1988)
- Rosa Salazar, attrice statunitense (Washington, n. 1985)
- Rosa Maria Sardà, attrice e comica spagnola (Barcellona, n. 1941 - Barcellona, † 2020)
- Rosa Valetti, attrice e cabarettista tedesca (Berlino, n. 1876 - Vienna, † 1937)

## Attrici teatrali(1)
- Rosa Taddei, attrice teatrale e poetessa italiana (Trento, n. 1799 - Roma, † 1869)

## Calciatrici(2)
- Rosa Belviso, ex calciatrice italiana (Catania, n. 1959)
- Rosita Herreros, calciatrice spagnola (Palma di Maiorca, n. 1992)

## Cantanti(6)
- Lys Assia, cantante svizzera (Rupperswil, n. 1924 - Zollikon, † 2018)
- Mutya Buena, cantante britannica (Londra, n. 1985)
- Valentina Greco, cantante italiana (Mignanego, n. 1954)
- Rosa López, cantante spagnola (Láchar, n. 1981)
- Rosa Passos, cantante e musicista brasiliana (Salvador, n. 1952)
- Vera Valli, cantante italiana (Margherita di Savoia, n. 1926 - Milano, † 2003)

## Cantautrici(2)
- Rosa Balistreri, cantautrice e cantastorie italiana (Licata, n. 1927 - Palermo, † 1990)
- Rose Villain, cantautrice e rapper italiana (Milano, n. 1989)

## Ceramiste(1)
- Rosa Ramalho, ceramista portoghese (São Martinho de Galegos, n. 1888 - São Martinho de Galegos, † 1977)

## Cestiste(6)
- Lella Battistella, ex cestista italiana (Sequals, n. 1950)
- Rosa Castillo, ex cestista spagnola (Barcellona, n. 1956)
- Rosa Cupido, cestista italiana (Pompei, n. 1992)
- Rosa Gala, cestista angolana (Lubango, n. 1995)
- Rosa Quelopana, ex cestista peruviana (Tacna, n. 1954)
- Rosa Salhuana, cestista peruviana (Lima, n. 1939 - † 2023)

## Compositrici(2)
- Rosa Giacinta Badalla, compositrice italiana
- Rosa Moselli, compositrice e cantante italiana (n. 1924 - † 2013)

## Danzatrici(2)
- Rossella Brescia, ballerina, conduttrice televisiva e conduttrice radiofonica italiana (Martina Franca, n. 1971)
- Rosina Galli, ballerina italiana (Napoli, n. 1892 - Milano, † 1940)

## Educatrici(1)
- Rosa Piazza, educatrice italiana (Venezia, n. 1844 - † 1914)

## Esperantiste(1)
- Rosa Junck, esperantista boema (Tábor, n. 1850 - Bordighera, † 1929)

## Filosofe(1)
- Rosa Luxemburg, filosofa, economista e politica polacca (Zamość, n. 1871 - Berlino, † 1919)

## Giocatrici di curling(1)
- Rosa Pompanin, giocatrice di curling italiana (Pieve di Cadore, n. 1984)

## Giornaliste(2)
- Siria Magri, giornalista italiana (Bergamo, n. 1962)
- Rosa Teruzzi, giornalista, scrittrice e conduttrice televisiva italiana (Monza, n. 1965)

## Hockeiste su ghiaccio(1)
- Rosa Lindstedt, hockeista su ghiaccio finlandese (Ylöjärvi, n. 1988)

## Illustratrici(1)
- Rosa Loy, illustratrice e pittrice tedesca (Zwickau, n. 1958)

## Insegnanti(2)
- Rosa Maltoni, insegnante italiana (San Martino in Strada, n. 1858 - Predappio, † 1905)
- Rosa Sensat, docente e pedagogista spagnola (El Masnou, n. 1873 - Barcellona, † 1961)

## Latiniste(1)
- Rosa Calzecchi Onesti, latinista, grecista e traduttrice italiana (Milano, n. 1916 - Milano, † 2011)

## Letterate(1)
- Diodata Saluzzo Roero, letterata, scrittrice e poetessa italiana (Torino, n. 1774 - Torino, † 1840)

## Maratonete(2)
- Rosa Chacha, maratoneta e mezzofondista ecuadoriana (Ambato, n. 1982)
- Rosa Mota, ex maratoneta e mezzofondista portoghese (Porto, n. 1958)

## Medici(1)
- Rosa Dainelli, medico italiano (Cuveglio in Valle, n. 1901 - Cuveglio, † 1973)

## Modelle(1)
- Rosa María Ojeda, modella messicana (Culiacán, n. 1986)

## Montatrici(1)
- Valeria Sarmiento, montatrice, regista e sceneggiatrice cilena (Valparaíso, n. 1948)

## Musicologhe(1)
- Rosa Newmarch, musicologa, critica musicale e traduttrice britannica (Leamington, n. 1857 - Worthing, † 1940)

## Nobildonne(1)
- Rosa Vercellana, nobildonna italiana (Nizza Marittima, n. 1833 - Pisa, † 1885)

## Nobili(2)
- Rosa Dorothea Ritter, nobile tedesca (Bienne, n. 1759 - Hanau, † 1833)
- Rosa d'Asburgo-Lorena, nobile italiana (Salisburgo, n. 1906 - Friedrichshafen, † 1983)

## Pedagogiste(1)
- Sorelle Agazzi, pedagogista italiana (Volongo, n. 1866 - Volongo, † 1951)

## Pianiste(1)
- Rosa Sabater, pianista spagnola (Barcellona, n. 1929 - Mejorada del Campo, † 1983)

## Pittrici(4)
- Rosa Bacigalupo Carrea, pittrice italiana (Genova - † 1854)
- Rosa Agnese Bruni, pittrice, poetessa e letterata italiana (Orvieto)
- Rosa Menni, pittrice e giornalista italiana (Milano, n. 1889 - Melzo, † 1975)
- Rosa Tosches, pittrice italiana (Regalbuto, n. 1907 - Roma, † 1990)

## Poetesse(4)
- Rosa Di Natale, poetessa, scrittrice e giornalista italiana (Palermo, n. 1904 - Roma, † 1990)
- Rosa Maria Fusco, poetessa, saggista e critico letterario italiana (Matera, n. 1953)
- Rosa Lobato de Faria, poetessa, paroliera e attrice portoghese (Lisbona, n. 1932 - Lisbona, † 2010)
- Rosa Silverio, poetessa, scrittrice e giornalista dominicana (Santiago de los Caballeros, n. 1978)

## Politiche(17)
- Rosa Silvana Abate, politica italiana (Corigliano Calabro, n. 1963)
- Rosa Bloch, politica e attivista svizzera (Zurigo, n. 1880 - Zurigo, † 1922)
- Rosa D'Amato, politica italiana (Taranto, n. 1969)
- Rosa De Pasquale, politica italiana (Salò, n. 1957)
- Rosa DeLauro, politica statunitense (New Haven, n. 1943)
- Rosa Maria Di Giorgi, politica italiana (Reggio Calabria, n. 1955)
- Rosa Díez, politica spagnola (Sodupe, n. 1952)
- Rosa Fazio Longo, politica e attivista italiana (Campobasso, n. 1913 - Roma, † 2004)
- Rosa Filippini, politica e attivista italiana (Napoli, n. 1954)
- Rosa Russo Iervolino, politica italiana (Napoli, n. 1936)
- Rosa Menga, politica italiana (Foggia, n. 1992)
- Rosanna Repole, politica italiana (Sant'Angelo dei Lombardi, n. 1950)
- Rosa Russo, politica italiana (Sorrento, n. 1940 - Piano di Sorrento, † 2019)
- Rosa Suppa, politica italiana (Maddaloni, n. 1959)
- Rosa Alba Testamento, politica italiana (Salerno, n. 1977)
- Rosa Maria Villecco, politica italiana (Cosenza, n. 1958)
- Rosa Zafferani, politica e funzionaria sammarinese (Jersey City, n. 1960)

## Religiose(5)
- Rosa da Viterbo, religiosa e santa italiana (Viterbo, n. 1233 - Viterbo, † 1251)
- Rosa da Lima, religiosa peruviana (Lima, n. 1586 - Lima, † 1617)
- Rosa Chiarina Scolari, religiosa italiana (Livraga, n. 1882 - Milano, † 1949)
- Rosa Maria Segale, religiosa e missionaria italiana (Cicagna, n. 1850 - Cincinnati, † 1941)
- Rosa Venerini, religiosa e educatrice italiana (Viterbo, n. 1656 - Roma, † 1728)

## Rivoluzionarie(1)
- Rosa Donato, rivoluzionaria italiana (n. 1808 - Messina, † 1867)

## Saggiste(1)
- Rosa Giannetta Alberoni, saggista e giornalista italiana (Trevico, n. 1945 - Forte dei Marmi, † 2021)

## Sassofoniste(1)
- Rosa King, sassofonista e cantante statunitense (Macon, n. 1939 - Roma, † 2000)

## Schermitrici(1)
- Rosa María Castillejo, ex schermitrice spagnola (Madrid, n. 1969)

## Sciatrici alpine(2)
- Rosa Pohjolainen, sciatrice alpina finlandese (Hyvinkää, n. 2003)
- Ossi Reichert, sciatrice alpina tedesca (Sonthofen, n. 1925 - † 2006)

## Scrittrici(11)
- Ludmilla Assing, scrittrice tedesca (Amburgo, n. 1821 - Firenze, † 1880)
- Rosa María Britton, scrittrice e medico panamense (Panama, n. 1936 - Panama, † 2019)
- Rosa Chacel, scrittrice spagnola (Valladolid, n. 1898 - Madrid, † 1994)
- Rosa Errera, scrittrice italiana (Venezia, n. 1864 - Milano, † 1946)
- Rosa Yassin Hassan, scrittrice siriana (Damasco, n. 1974)
- Rosa Matteucci, scrittrice italiana (Orvieto, n. 1960)
- Rosa Mogliasso, scrittrice italiana (Susa, n. 1960 - Torino, † 2024)
- Rosa Montero, scrittrice e giornalista spagnola (Madrid, n. 1951)
- Rosa Regàs, scrittrice spagnola (Barcellona, n. 1933 - Llofriu, † 2024)
- Rosa Rosà, scrittrice, disegnatrice e fotografa austriaca (Vienna, n. 1884 - Roma, † 1978)
- Rosa Zagnoni Marinoni, scrittrice e poetessa italiana (Bologna, n. 1888 - Fayetteville, † 1970)

## Showgirl(1)
- Rosa Fumetto, showgirl, danzatrice e attrice italiana (Torino, n. 1946)

## Sindacaliste(2)
- Rosi Mauro, sindacalista e ex politica italiana (San Pietro Vernotico, n. 1962)
- Rosa Rinaldi, sindacalista e politica italiana (Monte Sant'Angelo, n. 1955)

## Soprani(7)
- Rosa Borosini, soprano italiano (Modena, n. 1693)
- Rosa Feola, soprano italiano (San Nicola la Strada, n. 1986)
- Rosa Morandi, soprano italiano (Senigallia, n. 1782 - Milano, † 1824)
- Rosa Ponselle, soprano statunitense (Meriden, n. 1897 - Baltimora, † 1981)
- Rosa Raisa, soprano polacco (Białystok, n. 1893 - Los Angeles, † 1963)
- Rosina Storchio, soprano italiano (Venezia, n. 1872 - Roma, † 1945)
- Rosa von Milde, soprano tedesca (n. 1827 - Weimar, † 1906)

## Stiliste(1)
- Rosa Genoni, stilista italiana (Tirano, n. 1867 - Varese, † 1954)

## Supercentenarie(1)
- Stella Nardari, supercentenaria italiana (Roncade, n. 1898 - Quarto d'Altino, † 2012)

## Taekwondoka(1)
- Rosa Keleku, taekwondoka della Repubblica Democratica del Congo (Kinshasa, n. 1995)

## Tenniste(2)
- Rosetta Gagliardi, tennista italiana (Milano, n. 1895 - Randogne, † 1973)
- Rosa Vicens Mas, tennista spagnola (Spagna, n. 2000)

## Traduttrici(1)
- Rosa Pisaneschi, traduttrice italiana (Siena, n. 1890 - Roma, † 1960)

## Velociste(1)
- Rosa Kellner, velocista tedesca (Monaco di Baviera, n. 1910 - Monaco di Baviera, † 1984)

## Senza attività specificata(2)
- Rosa Guarnieri Calò Carducci, italiana (Castel del Piano - Roma, † 1943)
- Rosa Stanisci, ex politica e sindacalista italiana (San Vito dei Normanni, n. 1960)